# Скайла
Люси Бетти (англ. Lucy Batty), наиболее известная под псевдонимом Скайла (англ. Skyla; род. 5 марта 1991) — британская певица в стиле танцевальной музыки из Алтримчэна.

## Биография
В 2008 году подписала контракт с лейблами 3 Beat/AATW. Сотрудничала с продюсерами Скоттом Россером (Cahill), Mike Di Scala (Ultrabeat) и Nemesis. Первым шагом к музыкальной карьере стало появление песне «Summer Love» Beatplayers. Также она снялась в музыкальном видео к этой песне. Композиции удалось занять 31 место в UK Dance Chart. В следующем 2009 году она выпустила свой дебютный сингл «Breaking Free» (кавер-версия песни к фильму «Классный мюзикл»). 14 октября того же года она выпустила ещё кавер-версию на песню 50 Cent «Ayo Technology». Песня получила тяжелую ротацию на многих каналах, таких как Clubland ТВ , MTV Dance и Chart Show TV , и была очень популярна в клубах и барах по всей Европе и смогла достичь 34 места в UK Dance Chart.
3 сентября 2010 года на своём канале на YouTube Скайла опубликовала песню «Lady Killer», где в качестве гостя отметился рэпер Bashy. Песня смогла занять только 25 место в UK Independent Chart.
В 2011 году Скайла подписала контракт с российским лейблом Nine Planet Records. В январе 2012 года на YouTube певица выложила песню «Disco Drum». В конце октября 2012 года на Nine Planet Records Скайла записала пять новых песен: «Loverboy» (совместно с The Sax Man), «Stereo Boom», «Sexy Trumpet», «Crazy Little Thing» и «Crazy Little Thing (Front Runners Remix)». Все эти песни можно найти на сайте Nine Planet Records. «Sexy Trumpet» — единственная из этих песен, на которую был снят видеоклип.
В общей сложности все видео Скайли набрали 5 миллионов просмотров на YouTube.

## Дискография

### Синглы
| Год  | Синглы                                     | Высшая позиция в чартах | Высшая позиция в чартах | Высшая позиция в чартах |
| Год  | Синглы                                     | UK                      | UK Dance                | UK Indie                |
| ---- | ------------------------------------------ | ----------------------- | ----------------------- | ----------------------- |
| 2008 | «Summer Love»                              | 158                     | 29                      | —                       |
| 2009 | «Breaking Free»                            | 181                     | 36                      | —                       |
| 2009 | «Ayo Technology»                           | —                       | 40                      | —                       |
| 2010 | «Lady Killer» (совместно с Bashy)          | —                       | —                       | 25                      |
| 2012 | «Disco Drum»                               | —                       | —                       | —                       |
| 2012 | «Loverboy» (совместно с The Sax Man)       | —                       | —                       | —                       |
| 2012 | «Stereo Drum»                              | —                       | —                       | —                       |
| 2012 | «Sexy Trumpet»                             | —                       | —                       | —                       |
| 2012 | «Crazy Little Thing»                       | —                       | —                       | —                       |
| 2012 | «Crazy Little Thing (Front Runners Remix)» | —                       | —                       | —                       |